# Kanał Guyona
Kanał Guyona – w anatomii człowieka niewielka przestrzeń znajdująca się w nadgarstku.
Tworzy go kość grochowata, haczyk kości haczykowatej i troczek zginaczy. Przez kanał Guyona przechodzi nerw i tętnica łokciowa. Nerw łokciowy dzieli się w nim na gałąź głęboką (pełniącą głównie funkcję ruchową) i powierzchowną (w większości czuciową). Nazwa eponimiczna tej struktury upamiętnia Jeana Casimira Félixa Guyona, który opisał ją jako pierwszy w 1861 roku.